# Jindřich Panský
Jindřich Panský (* 29. Juli 1960 in Pilsen) ist ein tschechischer Tischtennisspieler.

## Leben
Jindřich Panský spielte seit der Saison 2007/08 bis 2013 in der 2. Tischtennis-Bundesliga Süd für den Verein Post SV Mühlhausen 1951.
Zu seinen größten Erfolgen zählen: Der Europameister im Mixed 1986 mit Marie Hrachová; zweifacher Vizeweltmeister im Doppel (1985 mit Milan Orlowski) und Mixed (1985 mit Marie Hrachová); zweifacher Europe TOP-12 Zweiter; sowie zwölffacher Meister im Einzel, Doppel und Mixed der Tschechoslowakei.
Zusammen mit Milan Orlowski trat Panský ab Mitte der 1990er Jahre in Tischtennisshows auf.
Panský lebt in Prag.

## Vereine
- TTF Ochsenhausen (1989–1992)
- Post SV Augsburg (1992–1994)
- RC Protesia Hamburg (1994–1995)
- VfL Salder (1995–2001)
- Post SV Mühlhausen 1951 (2007–2013)

## Turnierergebnisse
| Verband | Veranstaltung                         | Jahr | Ort        | Land | Einzel           | Doppel        | Mixed         | Team |
| ------- | ------------------------------------- | ---- | ---------- | ---- | ---------------- | ------------- | ------------- | ---- |
| TCH     | Europameisterschaft                   | 1986 | Prag       | TCH  | letzte 16        | Viertelfinale | Gold          |      |
| TCH     | Europameisterschaft                   | 1984 | Moskau     | URS  | letzte 16        |               | Silber        |      |
| TCH     | Europameisterschaft                   | 1982 | Budapest   | HUN  |                  |               | Viertelfinale | 2    |
| TCH     | Europameisterschaft                   | 1980 | Bern       | SUI  |                  | Viertelfinale |               |      |
| TCH     | Jugend-Europameisterschaft (Junioren) | 1978 | Barcelona  | ESP  | Gold             | Silber        |               |      |
| TCH     | Jugend-Europameisterschaft (Junioren) | 1977 | Vichy      | FRA  | Halbfinale       |               |               |      |
| TCH     | EURO-TOP12                            | 1986 | Sodertalje | SWE  | 10               |               |               |      |
| TCH     | EURO-TOP12                            | 1985 | Barcelona  | ESP  | 2                |               |               |      |
| TCH     | EURO-TOP12                            | 1984 | Bratislava | TCH  | 2                |               |               |      |
| TCH     | EURO-TOP12                            | 1983 | Cleveland  | ENG  | 11               |               |               |      |
| TCH     | EURO-TOP12                            | 1982 | Nantes     | FRA  | 8                |               |               |      |
| TCH     | Olympische Spiele                     | 1988 | Seoul      | KOR  | sofort ausgesch. | keine Teiln.  |               |      |
| TCH     | Weltmeisterschaft                     | 1989 | Dortmund   | FRG  | letzte 128       | letzte 64     | letzte 32     | 14   |
| TCH     | Weltmeisterschaft                     | 1987 | New Delhi  | IND  | letzte 32        | letzte 32     | Viertelfinale | 14   |
| TCH     | Weltmeisterschaft                     | 1985 | Göteborg   | SWE  | letzte 32        | Silber        | Silber        | 7    |
| TCH     | Weltmeisterschaft                     | 1983 | Tokio      | JPN  | letzte 64        | letzte 16     | letzte 16     | 10   |
| TCH     | Weltmeisterschaft                     | 1981 | Novi Sad   | YUG  | letzte 64        | letzte 64     | letzte 16     | 4    |
| TCH     | Weltmeisterschaft                     | 1979 | Pyongyang  | PRK  | letzte 128       | letzte 16     | letzte 16     | 4    |
| TCH     | Weltmeisterschaft                     | 1977 | Birmingham | ENG  | letzte 128       | letzte 16     | keine Teiln.  | 6    |